# Percy Noble (oficial naval)
L'almirall Sir Percy Lockhart Harnam Noble, GBE KCB CVO (16 de gener de 1880 - 25 de juliol de 1955) va ser un oficial de la Royal Navy que va servir a les dues guerres mundials .
Noble va assolir el rang d' almirall i va ser el comandant en cap de les Aproximacions Occidentals durant dos anys crucials durant la Segona Guerra Mundial, abans de ser destinat als Estats Units com a cap de la delegació de l'Almirallat de la RN.

## Biografia
Fill d'un oficial de l'exèrcit indi, el coronel Charles Noble i Anne (de soltera Hay), va ser educat a l'Acadèmia d'Edimburg, abans d'ingressar a la Royal Navy el 15 de gener de 1894.
Promogut com a tinent l'1 d'abril de 1902, Noble va ser destinat al cuirassat HMS Hannibal servint a la Flota del Canal. Va servir a la Gran Flota durant la Primera Guerra Mundial. De 1918 a 1925 va comandar els creuers HMS Calliope i HMS Calcutta i després el cuirassat HMS Barham abans de ser nomenat oficial naval superior, Harwich el 1925. Després va comandar l'HMS St Vincent amb seu a Forton, Gosport des de 1927. Va ser nomenat director de la divisió d'operacions de l'Almirallat el 1928. Aleshores va ser director d'equipament naval des de 1931. abans de tornar al mar al comandament del 2n esquadró de creuers el 1932. Després va tornar a l'Almirallat com a Quart Lord del Mar el 1935, abans de tornar com a comandant en cap de l'estació de la Xina el 1938.
Al seu retorn a Londres, l'almirall Noble va ser nomenat comandant en cap de les Aproximacions Occidentals, amb seu a Derby House, Liverpool, des de febrer de 1941 fins a novembre de 1942. El seu treball en la reorganització dels grups d'escorta i la renovació de l'entrenament en els mètodes d'escorta són àmpliament considerats com a elements fonamentals de l'èxit final de les marines aliades al teatre atlàntic. Noble va ser recordat pels qui van treballar amb ell a Derby House com un comandant tranquil i una persona agradable per treballar. Sempre conciliador, Noble era un expert a l'hora de construir consens al voltant de les seves línies d'actuació escollides. Noble va ser, encara que no obligat, certament expulsat de les Aproximacions Occidentals per deixar lloc a l'almirall Sir Max Horton, la personalitat combativa del qual i l'experiència en el servei submarí el van convertir en el candidat ideal als ulls d'alguns per portar la guerra als submarins.
Va succeir a l'almirall Sir Andrew Cunningham com a cap de la delegació naval britànica a Washington DC el 1942, abans de retirar-se del servei naval actiu el 1945. Com a reconeixement, Noble va rebre el títol de contraalmirall del Regne Unit (un nomenament honorífic) el 19 de juny de 1945.

### Família
Noble es va casar, l'any 1907, amb Diamantina Isabella, filla única d'Allan Campbell. Va morir el 1909, tenint un fill (qv. Sir Allan Noble MP). Es va casar de nou, el 1913, amb Celia Emily (més tard Lady Noble), filla de Robert Kirkman Hodgson DL i Lady Norah de soltera Boyle, tenint un altre fill, Charles Noble.
El 1957 es va col·locar un monument a l'almirall Sir Percy Noble al passadís nord del cor de la catedral de Liverpool.

## Dates de promoció
Guardiamarina – 15-07-1896
 Sotstinent – 07-05-1901, antiguitat 15-01-1900
 Tinent – 01-04-1902
 Comandant – 31-08-1913
 Capità – 30-06-1918
 Contraalmirall – 10-10-1929
 Vicealmirall – 09-05-1935
 Almirall – 03-05-1939 (retirat 16-01-1945)

## Condecoracions
Gran Creu de Cavaller de l'orde de l'Imperi Britànic 1944
 Comandant de l'orde del Bany 1936 
 Company de l'orde del Bany 1932
 Comandant del Reial Orde Victorià 1920 
 Membre del Reial Orde Victorià 1901
 Estrella de 1914
 Medalla Britànica de la Guerra 1914-20
 Medalla de la Victòria 1914-1918
 Estrella de 1939-45
 Estrella de l'Atlàntic
 Medalla de la Guerra 1939-1945
 Comandant de la Legió del Mèrit (Estats Units) 1946
 Gran Creu del Reial Orde Norueg de Sant Olaf 1948
 Gran Oficial de la Legió d'Honor (França) 1948
 Gran Creu de l'orde de Dannebrog (Dinamarca) 1948
 Contraalmirall del Regne Unit 1945
Doctor Honoris Causa per la Universitat de Liverpool
Doctor Honoris Causa per la Universitat de Belfast